# マクトゥーム家
マクトゥーム家（マクトゥームけ、آل مكتوم、 Āl Maktūm）は、アラブ首長国連邦を構成する首長国の一つ、ドバイの首長家。
アラブ首長国連邦最大の首長国、アブダビの首長家、ナヒヤーン家と同じく、アラビア半島南部の多くのベドウィンが含まれる大部族、バニー＝ヤースを構成する部族のひとつ、ブー＝ファラフに属する。
1833年、マクトゥーム・ビン・ブティ率いる800人ほどの集団が、現在のドバイ・クリークの河口部に移住し、アブダビからの独立を宣言。ドバイのアミールを名乗り、ドバイ首長国を興す。

## 歴代ドバイ君主
- 1833年 - 1852年 マクトゥーム・ビン・ブティ
- 1852年 - 1859年 サイード・ビン・ブティ
- 1859年 - 1886年 ハシュル・ビン・マクトゥーム
- 1886年 - 1894年 ラーシド・ビン・マクトゥーム
- 1894年 - 1906年 マクトゥーム・ビン・ハシュル
- 1906年 - 1912年 ブティ・ビン・スハイル
- 1912年 - 1929年4月15日 サイード・ビン・マクトゥーム・ビン・ハシュル・アール・マクトゥーム
- 1929年4月15日 - 1929年4月18日 マニ・ビン・ラーシド
- 1929年4月18日 - 1958年9月 サイード・ビン・マクトゥーム・ビン・ハシュル・アール・マクトゥーム (復位)
- 1958年9月 - 1990年10月7日 ラーシド・ビン・サイード・アール・マクトゥーム
- 1990年10月7日 - 2006年1月4日 マクトゥーム・ビン・ラーシド・アール・マクトゥーム
- 2006年1月4日 - ムハンマド・ビン・ラーシド・アール・マクトゥーム